# Frederick Roe
Frederick Roe   (Robert Lee, 18 de gener de 1889 - 20 de maig de 1968) va ser un jugador de polo estatunidenc que va competir durant la dècada de 1920.
El 1924 va prendre part en els Jocs Olímpics de París, on guanyà la medalla de plata en la competició de polo. Boeseke compartí equip amb Tommy Hitchcock, Jr., Rodman Wanamaker i Elmer Boeseke.